# Richard Trench
Richard Le Poer Trench (19 mei 1767 - Kinnegad, 24 november 1837) was een Iers en Brits politicus die behoorde tot de Britse adel en ook tot de Nederlandse adel als Markies van Heusden.

## Biografie
Richard Le Poer Trench werd geboren als het zesde kind van William Trench en Anne Gardiner. Hij studeerde aan de St John's College en tussen 1796 en 1798 was hij parlementslid in Ierland. Hier kwam verandering in na de Act of Union en verkreeg hij een zetel in het House of Lords.
Trench was betrokken bij het Congres van Wenen waar hij enkele grensgeschillen moest oplossen tussen Nederland en de Duitse en Italiaanse vorstendommen. In de periode van 1814-1815 diende hij ook als ambassadeur in Nederland en voor zijn inspanningen werd Richard Trench door koning Willem I der Nederlanden in de Nederlandse adelstand opgenomen als Markies van Heusden. Na 1815 werd hij ook in de Britse adelstand opgenomen.

## Huwelijk en kinderen
Op 6 februari 1796 trouwde Richard Trench met Henrietta Margaret Staples, zij kregen samen de volgende kinderen:
- Lucy Le Poer Trench
- Louisa Augusta Anne Le Poer Trench
- Harriet Margaret Le Poer Trench
- Emily Florinda Le Poer Trench
- Frances Power Le Poer Trench
- William Thomas Le Poer Trench
- Richard John Le Poer Trench
- Frederick Robert Le Poer Trench